# Герб Авіша
Ге́рб Аві́ша — офіційний символ містечка Авіш, Португалія. Використовується як територіальний герб. У срібному щиті зелений Авіський хрест. По центру хреста менший золотий щит. У ньому зелене дерево із чорним стовбуром; над деревом — чорний орел з розкритими крилами. Щит увінчує срібна мурована містечкова корона з чотирма вежами.  Під щитом біла стрічка, на якій великими літерами напис португальською: «vila de Avis» (містечко Авіш).  Офіційно затверджений 3 червня 1934 року.  

## Галерея

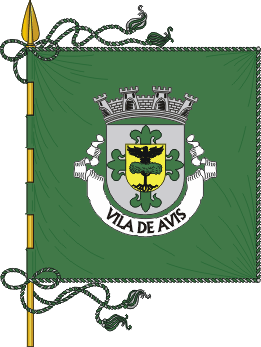
Прапор